# Ia Genberg
Ia Gabriella Genberg, född 5 november 1967 i Stockholm, är en svensk journalist och romanförfattare.
Ia Genberg har arbetat som lektör och undervisat på skrivkurser och med text på andra kurser, bland annat på Tärna folkhögskola och Valla folkhögskola.
Hon debuterade som författare 2012 med romanen Söta fredag. Hon har till 2022 gett ut tre romaner och en novellsamling. I hennes andra bok Sent farväl från 2013 står vänskap och tid i centrum. Tredje boken, Klen tröst från 2019 är en idéroman om pengar. År 2022 tilldelades Genberg Augustpriset för sin fjärde bok Detaljerna. Detaljerna har översatts till flera språk och blev en internationell succé. Boken, som utspelar sig under 90-talet, är en roman med fyra porträtt av personer som författarjaget älskat och förändrats av.
Detaljerna av Ia Genberg var nominerad till International Booker Prize 2024. Priset är ett av litteraturvärldens absolut tyngsta, och Ia Genberg var en av de 13 författare som står med på den långa listan till årets pris. Översättningsrättigheter till Detaljerna är till dags dato sålda till 31 språk. 
Vänskap är ett viktigt tema i Genbergs författarskap.
Hon är gift och har tre barn.

## Utmärkelser
- 2022 – Augustpriset i kategorin skönlitteratur
- 2022 – Aftonbladets litteraturpris[6]